# 王品集團
王品餐飲股份有限公司（英語：Wowprime Corp.），又稱王品集團，是一家臺灣的連鎖餐飲事業集團企業，總部位於臺中市西區，目前旗下共有420間品牌餐廳。

## 歷史
1993年：在臺中市西屯區使用「台塑企業招待所」，以招牌主菜為牛小排名義成立第一家「王品台塑牛排」（今台中文心店）。
1995年：成立「戴勝益同仁安心基金會」
1999年：響應921大地震賑災捐款活動，捐款新臺幣450萬元整予臺中市政府協助賑災。
2000年：王品文心店及總部正式通過ISO 9002認證，成為經濟部ISO 9002、TQM示範單位。
2001年：TASTY西堤事業處成立。
2002年：陶板屋事業處成立。
2003年：進入亞洲大陸市場發展，創立大陸王品事業處，於上海開出王品牛排首店。
2004年：原燒事業處與聚事業處成立。
2005年：藝奇事業處與夏慕尼事業處成立。響應南亞海嘯賑災捐款活動，捐款世界展望會500萬協助南亞賑災活動。西提牛排登陸發展，首店亦落腳上海。
2007年：品田事業處成立。舉辦第一屆王品盃托盤大賽，成立「戴勝益同仁及同仁子女獎助學金」。
2008年：中國大陸王品事業處，高階台籍主管爆集體離職潮，戴勝益指派李森斌等一批台籍主管前往支援副董事長陳正輝。
2008年：成立「戴勝益同仁急難救助金」
2009年：王品集團英文從「Wanggroup」更名為「Wowprime」；「石二鍋」事業處成立。跨越百店門檻，舉辦百店慶。
2010年：成立「財團法人王品戴水社會福利基金會」、「同仁信託」以及「舒果事業處」。陶板屋進入泰國正式簽約授權。
2011年：王品集團興櫃上市。舉辦尼泊爾聖母峰基地營健行，成為臺灣第一家企業率團攻頂成功。曼咖啡事業處成立。
2012年：王品集團股票掛牌上市。與菲律賓Jol l ibee簽署合資協議。石二鍋進軍亞洲大陸市場。
2013年：hot 7事業處成立。舒果進軍新加坡。中國大陸石二鍋／花隱／慕首店開幕。
2014年：ita義塔事業處成立。新加坡舒果首店開幕。
2015年：6月陳正輝任副董事長兼總經理。7月6日，戴勝益董事長宣布退休，比原先預定退休時間提早三年半。7月31日，「曼咖啡」成為王品旗下餐廳第一個結束的品牌。9月，於中國大陸成立鵝夫人事業處。莆田事業處成立，首度切入中餐市場。
2016年：大陸GUN 8事業處成立。
2017年：酷必、麻佬大、乍牛、沐越事業處成立。與Panda Restaurant Group合資成立美國原燒。
2017年：2017-2018期間，大陸事業群多位總經理及副總、總監相繼離職；李森斌最終以身體微恙為由留職停薪。
2018年：青花驕、樂越、享鴨事業處成立。大陸舞漁事業處成立。成立萬鮮股份有限公司，整合集團中央廚房、原物料整備、裁切加工等業務。同年，石二鍋副品牌「12 MINI」成立，主打個人鍋物。
2019年：丰禾、The Wang事業處成立。集團通過「ISO 17025實驗室管理系統認證」、「ISO 22000食品安全管理系統驗證與HACCP」認證。成立「餐飲天使基金」，祭出5千萬資金打造創業孵化平台。
2020年：和牛涮、薈麵點、町食就是定食事業處成立。
2021年：肉次方、尬鍋事業處成立。
2022年：嚮辣、來滋烤鴨、最肉事業處成立。6月28日舉行股東常會，因疫情重創致2021年稅後淨損1億元，決議不配發股利，保留資金衝刺2022年營運，董事長陳正輝對下半年表現相對樂觀。此外，王品將跨足全新餐飲品類，新品牌預計7月中與大眾見面。

## 爭議
- 王品集團內部有特殊的「魔鬼訓練營」制度，1996年開始每年舉辦，所有要當店長或廚師的員工都要通過訓練才拿得到入場券，營中成員必須三天二夜一起團體生活、完全不能跟外界連絡；訓練員會大聲怒罵，讓學員受挫後再激勵士氣，甚至曾有要升等的廚師被罰站在桌子上，忍受丟臉。[13]創辦人戴勝益說明訓練營的重點，是「把每個人的自信完全摧毀」，不管教練怎麼罵、處罰都不能還手，如果放棄訓練走出營隊，就不必回公司了。[14]
- 2004年10月11日，王品集團戴總親自澄清重組牛肉，並推出全新的牛排，如西堤的原塊牛排[15]。
- 2013年10月28日，桃園縣衛生局稽查抽驗35件食材後，發現王品旗下的原燒連鎖燒肉店的牛肉，被檢出瘦肉精齊帕特羅殘留0.5ppb，當地衛生局已立即要求業者禁止販售，而王品集團已將問題肉品下架[16]。
- 2013年12月31日，於尾牙宣布2014年人事調薪，並同時宣布在成本增加下，將旗下6品牌共432店的產品價格，自2014年春節起每套餐最多漲50元，引發部份爭議。[17]
- 2014年8月7日，旗下品牌－原燒舉辦拿民國93年製造的新臺幣10元硬幣就能兌換原燒套餐一客，事前引起中央銀行關切[18]；由於活動設計規畫不佳，未到規定時間便提早開始，最後造成各分店爆發排隊風潮，甚至引發部分民眾出現不理智的奧客事件[19]。
- 2014年9月，臺灣爆發餿水油事件，由魔術食品代工的曼咖啡商品番茄蔬菜湯亦使用強冠公司餿水油，9月11日番茄蔬菜湯預防性下架，9月13日臺中市衛生局稽查後認為有隱匿不報之嫌，將進行調查[20]。
- 2014年10月，頂新牛油被查出使用非食用油，王品集團多家分店使用到問題牛油，王品後續的退費問題引發議論。
- 2024年4月，王品集團旗下初瓦、嚮辣西門分店食物檢驗出諾羅病毒，造成多人上吐下瀉就醫，衛生局下令暫停營業[21]。

## 外部連結
- 王品集團(台灣)官方網站 （页面存档备份，存于） （繁體中文）
- 王品牛排WANG STEAK  LINE 官方帳號 （页面存档备份，存于）
- 王品瘋美食 （页面存档备份，存于） （中文）
- 王品瘋美食  LINE 官方帳號 （页面存档备份，存于）
- 王品瘋美食 APP (ios) （页面存档备份，存于）
- 王品瘋美食 APP (Android) （页面存档备份，存于）
- 王品集團-家人生活圈的Facebook專頁
- 王品瘋美食的Facebook專頁
- 王品瘋美食的Instagram帳戶
- YouTube上的王品集團頻道